# 八女学院中学校・高等学校
八女学院中学・高等学校（やめがくいんちゅうがく・こうとうがっこう）は福岡県八女市本村にある、学校法人八女学院が運営する私立中学校・高等学校である。

## 沿革
- 1923年（大正12年） - 私立八女技芸女学校設立認可、福島町宮野町に開校。
- 1924年（大正13年） - 現校地に校舎移転
- 1925年（大正14年） - 財団法人八女奨学財団設立認可、八女津実修女学校と改称。
- 1931年（昭和6年） - 八女津高等実修女学校と改称。
- 1947年（昭和22年） - 八女津女子中学校と改称。
- 1948年（昭和23年） - 学制改革により八女津女子高等学校と改称。
- 1949年（昭和24年） - 普通科を設置。
- 1953年（昭和28年） - 商業科を設置。
- 1977年（昭和52年） - 保育科を設置。家庭科を家政科に名称変更。
- 1992年（平成4年） - 八女学院高等学校に改称。普通科特進コースを男女共学にする。
- 1993年（平成5年） - 八女学院中学校を開校。普通科に男女共学の進学コースを設置。
- 1996年（平成8年） - 中・高一貫編入コース新設（男女共学）
- 1999年（平成11年） - 創立75周年記念体育館（丹下健三設計）落成。
- 2000年（平成12年） - 商業科・保育科を募集停止し、普通科のみとする。
- 2006年（平成18年） - 悠久会館落成。
- 2008年（平成20年） - パーク・アベニュー竣工。
- 2014年（平成26年） - 中学選抜コース新設。
- 2015年（平成27年） - 1号館耐震工事。
- 2016年（平成28年） - 全館ウオッシュレット完備。中央棟耐震工事。
- 2017年（平成29年） - グラウンド改修工事。食堂改修工事。
- 2019年（平成31年） - 2号館解体。秀麗館落成。
- 2023年（令和5年）　-創立100周年記念式典実施

## 学科・コース
- 中学校
  - 医科ジュニアコース
  - 選抜コース
  - 一貫コース
- 高等学校
  - 普通科
    - 医科系コース
    - スーパー選抜コース
    - 選抜コース
    - 特別進学コース(I類II類)※令和6年度より進学コース・特別進学コースの名称を変更

## 教育方針

### 建学の精神
『役に立つ人物になれ』

### 校訓
『自律・叡智・調和』
「自律」心を持った「叡智」ある「調和」のとれた人物を目指し、「知育、徳育、体育」のバランスのとれた人間性豊かな生徒を育成する。その上で、将来「社会で役に立つ人物」「社会に適応し貢献できる人物」になることを目標とする。

### 校歌
作詞：中島宝城
作曲：團伊玖磨
校歌名：〜香り立つ草の海〜

### 教育目標
1. 一人ひとりを大事にする教育に徹し、人間性豊かな生徒を育成すると共に、進学教育にも全力を尽くす学校を目指す。
2. 共に学び、共に協力し合う八女学院の生徒として愛校心と誇りのもてる学校を目指す。
3. 凡事徹底。「挨拶する、清掃をする、時間を守る、勉強をする」などの当たり前のことができる生徒を育成する学校を目指す。
4. 学習習慣の確立と学力の向上を目指し、進路保障のできる学校を目指す。
5. 教育環境の整備・改善に努め、安全で安心して学習（生活）ができる学校を目指す。
6. 保護者や社会から信頼され、地域から愛される中高一貫校を目指す。
7. 「教育は人なり」教師自ら「志」を高く持ち、情熱を持って指導する学校を目指す。

## 部活動

### 運動部
- ★硬式野球（2021年1月に軟式から変更）
- 陸上競技
- ★女子バレーボール - 春の高校バレー1回出場
- 卓球
- ★男子バスケットボール - ウインターカップ1回出場
- ★女子バスケットボール
- サッカー
- ★女子サッカー
- 弓道
- 硬式テニス
- ★剣道

★は強化指定部
女子バレーボール部が2022年、春の高校バレーに初出場を果たし、ベスト8に進出した。男子バスケットボール部が2022年、ウインターカップに初出場を果たした。

### 文化部
- 書道
- 美術
- ESS
- 科学
- 吹奏楽
- 新聞
- 演劇
- 茶華道

## 通学手段など
最寄りバス停
- 西鉄バス久留米 - 福島バス停
- 堀川バス - 福島バスターミナル、八女学院前バス停
- 久留米市内・柳川市内などにスクールバスを運行している。

## 関係者
- 小島直記（小説家） - 八女津女子高等学校時代に社会科の教師として教壇に立つ。
- 丸竹夷（教育者） - 卒業生。You Tuberとして高校生向けに授業動画を配信
- 中村安里（アナウンサー) - 卒業生。福岡放送アナウンサー、元高知さんさんテレビアナウンサー
- 内山優衣（バレーボール選手）- 卒業生。岡山シーガルズ内定選手